# Service d'intervention d'urgence Centre-du-Québec
Le Service d'intervention d'urgence Civil du Québec (SIUCQ) est un organisme à but non lucratif mis sur pied pour aider la population des MRC desservies. Cet organisme est situé au 1425, rue des Trois-Maisons à Drummondville et au 175, boulevard des Bois-Francs Sud Victoriaville.

## Mission
Le SIUCQ est un service d'urgence mis à la disposition de la population des MRC desservies pour faire des périmètres de sécurité, contrôles routiers, services médicaux d'urgence, aide aux sinistrés, évacuations et recherche en forêt, etc.

## Historique
En 1997, trois personnes avaient un rêve de créer un organisme qui pourrait soutenir les organismes d'urgence qui étaient en place. En 1998, la crise du verglas a aidé à prouver que leur organisme aurait sa place dans les services d'urgence. C'est au printemps 1998 que les trois membres fondateurs, Bernard Mailhot, Pierre-Yvan Aubé et Jean Champagne, ont commencé à partir de rien et ont développé un organisme à la hauteur de leur pensée. Ils ont passé de dures épreuves pour pouvoir donner une place au SIUCQ. Ils ont installé le SIUCQ dans une bâtisse appartenant à la ville de Drummondville et ont fait l'acquisition de plusieurs véhicules pour le service d'urgence. Aujourd'hui l'organisme compte plus d'une cinquantaine de membres et les effectifs matériels augmentent, car la demande est grandissante pour le service,.
Depuis le 1er janvier 2015, le SIUCQ change de nom pour le Service d'Intervention d'Urgence Civil du Québec au lieu de Service d'Intervention d'Urgence Centre-du-Québec.

## Territoire
Le SIUCQ de la région Drummond dessert les municipalités de :
- Drummondville
- Durham-Sud
- Wickham
- Saint-Cyrille-de-Wendover
- L'Avenir
- Lebfevre
- Notre-Dame-du-Bon-Conseil (paroisse)
- Notre-Dame-du-Bon-Conseil (village)
- Saint-Bonaventure
- Sainte-Brigitte-des-Saults
- Sainte-Clotilde-de-Horton
- Saint-Edmond-de-Grantham
- Saint-Eugène
- Saint-Germain-de-Grantham
- Saint-Guillaume
- Saint-Lucien
- Saint-Majorique-de-Grantham
- Saint-Pie-de-Guire
- Saint-Léonard-d'Aston
- Sainte-Perpétue

Le SIUCQ de la région d'Arthabaska dessert les municipalités de :
- Chesterville
- Ham-Nord
- Notre-Dame-de-Ham
- Saint-Albert
- Saint-Christophe-d'Arthabaska
- Sainte-Élizabeth-de-Warwick
- Sainte-Hélène-de-Chester
- Saint-Louis-de-Blandford
- Saint-Norbert-d'Arthabaska
- Saints-Martyrs-Canadiens
- Saint-Rémi-de-Tingwick
- Saint-Rosaire
- Tingwick
- Victoriaville
- Warwick

Le SIUCQ de la région de la Mauricie dessert les municipalités de :
- Saint-Élie-de-Caxton

## Logo du SIUCQ
Le rouge dans le logo représente l'urgence, la poignée de main représente le secours et la forme circulaire représente l'entraide que le service offre à la population.

## Ressources matérielles
Le service possède plusieurs ressources matériels pour faire face aux urgences.
Drummondville
- deux véhicules utilitaires (Chevrolet Silverado et Dodge Ram 1500)
- cinq vus (Ford Escape, Ford Explorer, Hyundai Santa Fe)
- deux cube (Ford E350 logistique/unité d'intervention)
- six véhicules (Chevrolet Impala, Dodge Charger, Ford Taurus)

- deux unités d’interventions ( Ford ,ancienne ambulance)
- deux remorques, une ouverte et une fermée
- véhicule multifonctionnel (autobus blue bird)
- équipements médical (défibrillateur externe automatique)
- équipement de recherche et d'incendie[2]

Victoriaville
- six véhicules (Chevrolet Impala, Dodge Charger) et un Ford 250
- un véhicule logistique (Dodge Caravan)
- une mini autobus (GMC)

Mauricie
- cinq véhicules (Chevrolet Impala , Ford crown victoria , dodge charger)

- Une unité d’intervention (Ford CTV ,ancienne ambulance)

## Véhicule multifonctionnel
Le SIUCQ a un nouveau véhicule en fonction depuis le 18 mai 2011 soit une autobus de marque Bluebird d'urgence. C'est une autobus qui peut se transformer en trois options soit en mini salle d'urgence, accueillir les sinistrés (32 places assis) et en poste de commandement. Cet autobus est unique au Québec et elle serait même unique au Canada. Pour avoir cet autobus, beaucoup de commandites ont dû être obtenu. C'est pour cela que le SIUCQ va devoir se déplacer partout au Québec avec cet autobus lorsque les municipalités ou les services d'urgence en feront la demande,.

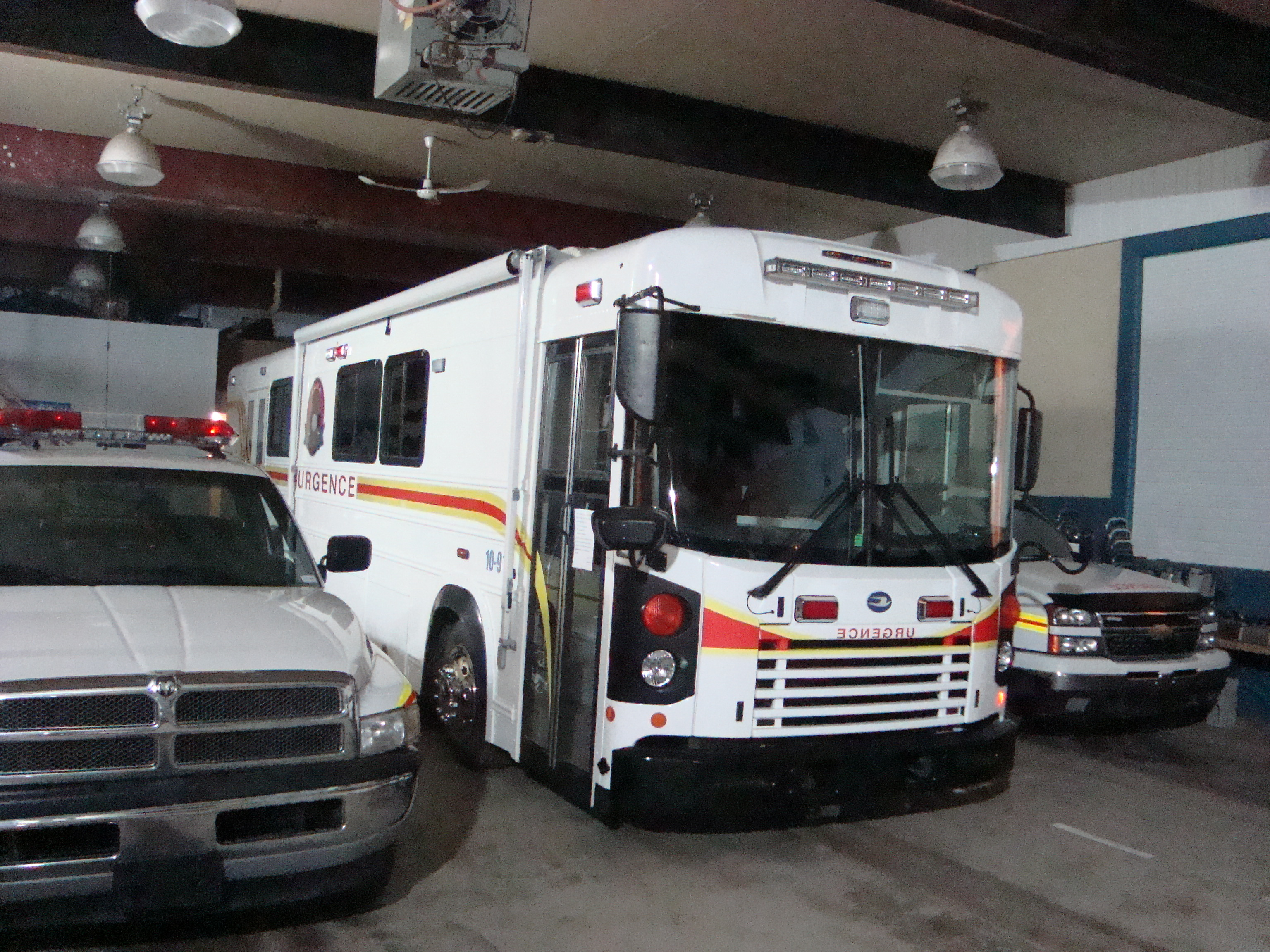
Autobus du SIUCQ

## Siège Social
SIUCQ MRC de Drummond
1425, rue des Trois-Maisons Drummondville, Qc
Directeur Général: Pierre-Yvan Aubé
Directeur Général Adjoint: Luc Lauzière
Directeur Général Adjoint: Benoit Lacoste

## Division
SIUCQ MRC D'Arthabaska
175, boulevard des Bois-Francs Sud Victoriaville
Directeur: René Houle
Directrice Générale Adjointe: Geneviève Thibault

SIUCQ Région de la Mauricie
Directeur: Raynald Leclerc
Directeur Général Adjoint: Kevin Normandin

## Nouvelle Division
Une nouvelle division du SIUCQ est née, soit au Poste de pompiers Fernand-Giguère
175, boulevard des Bois-Francs Sud à Victoriaville le 24 août 2011. Elle entrera en fonction officiellement le 15 avril 2012,.

## Galerie

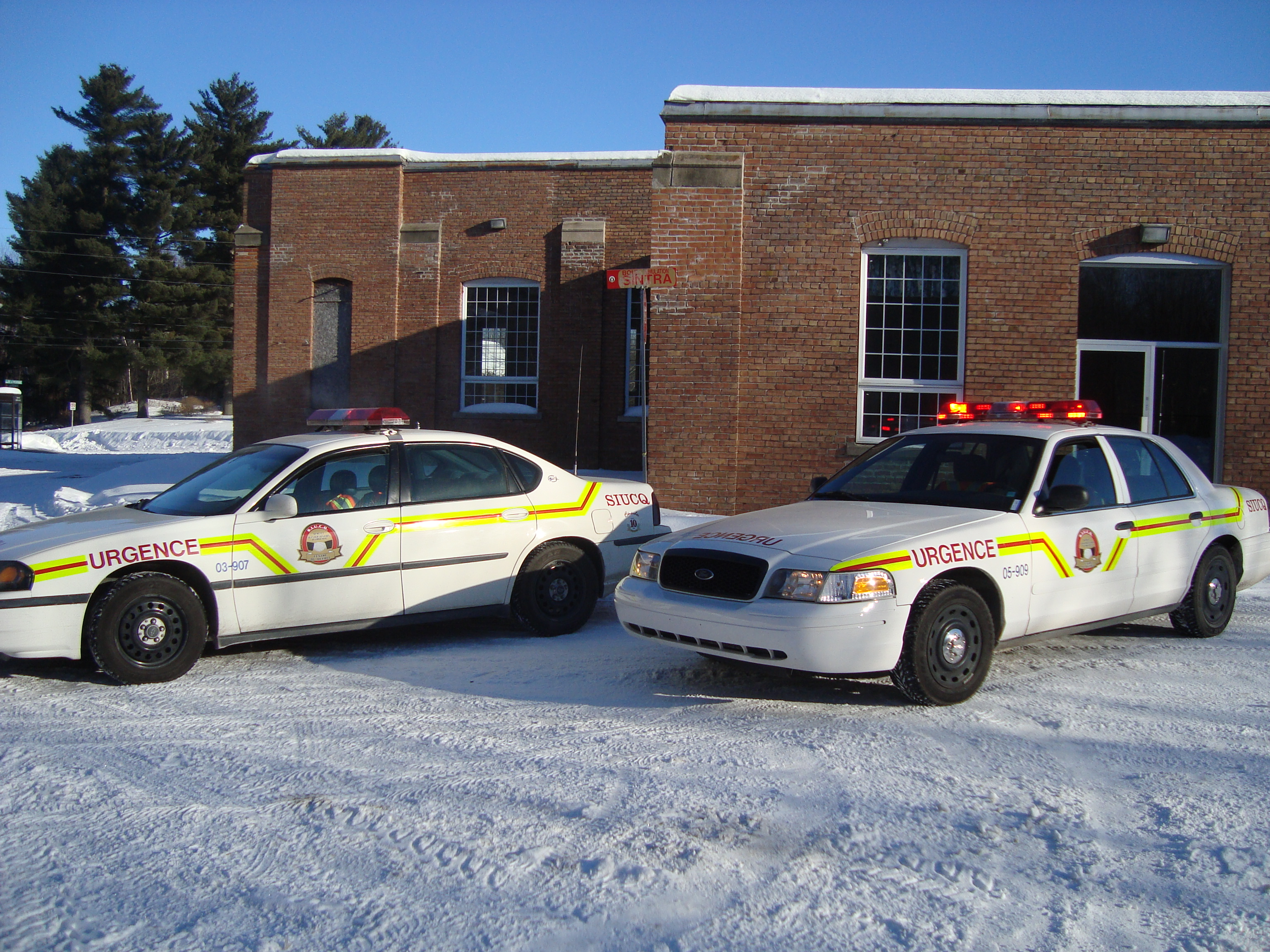
Véhicules du SIUCQ
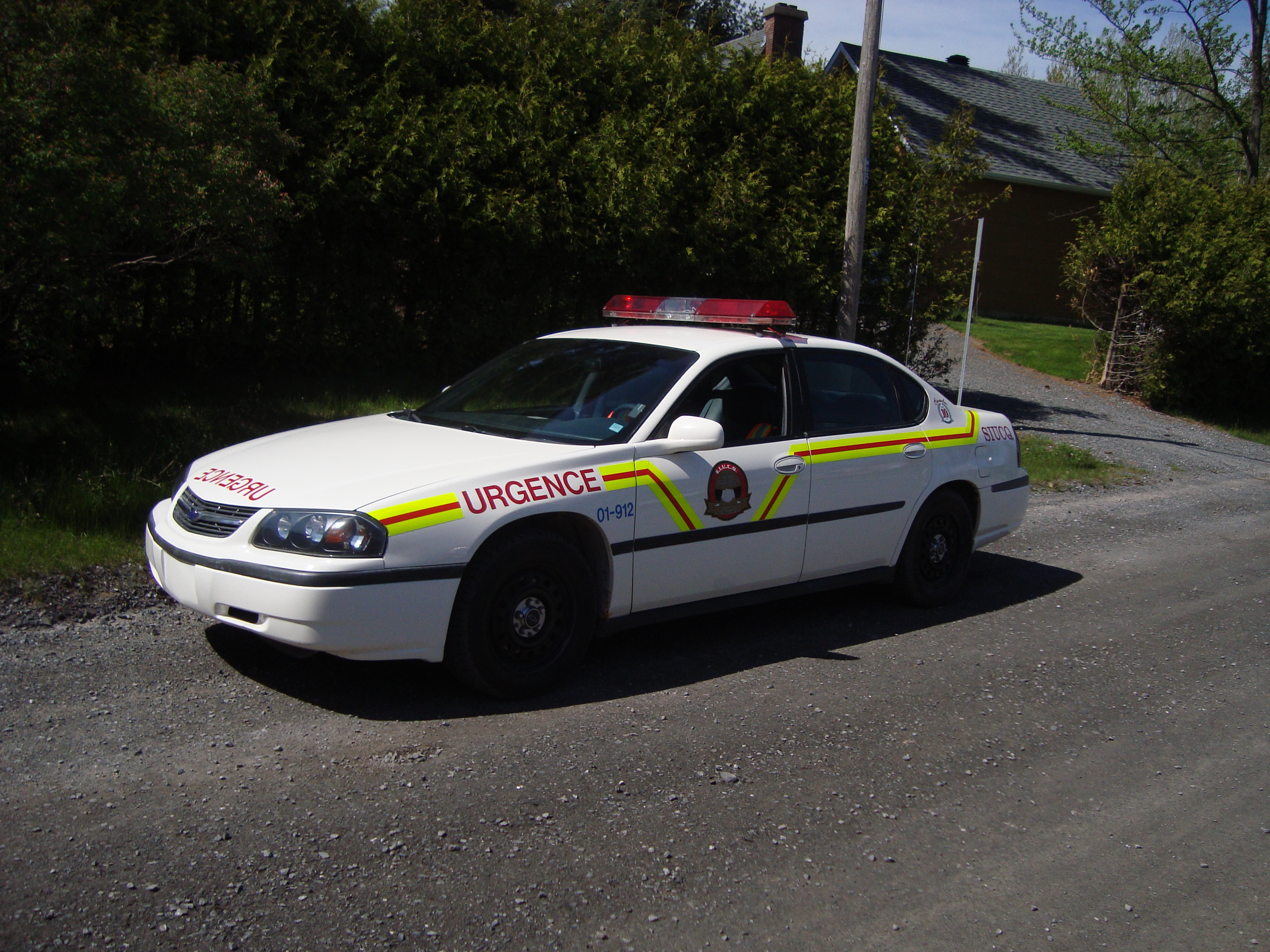
Véhicule 912
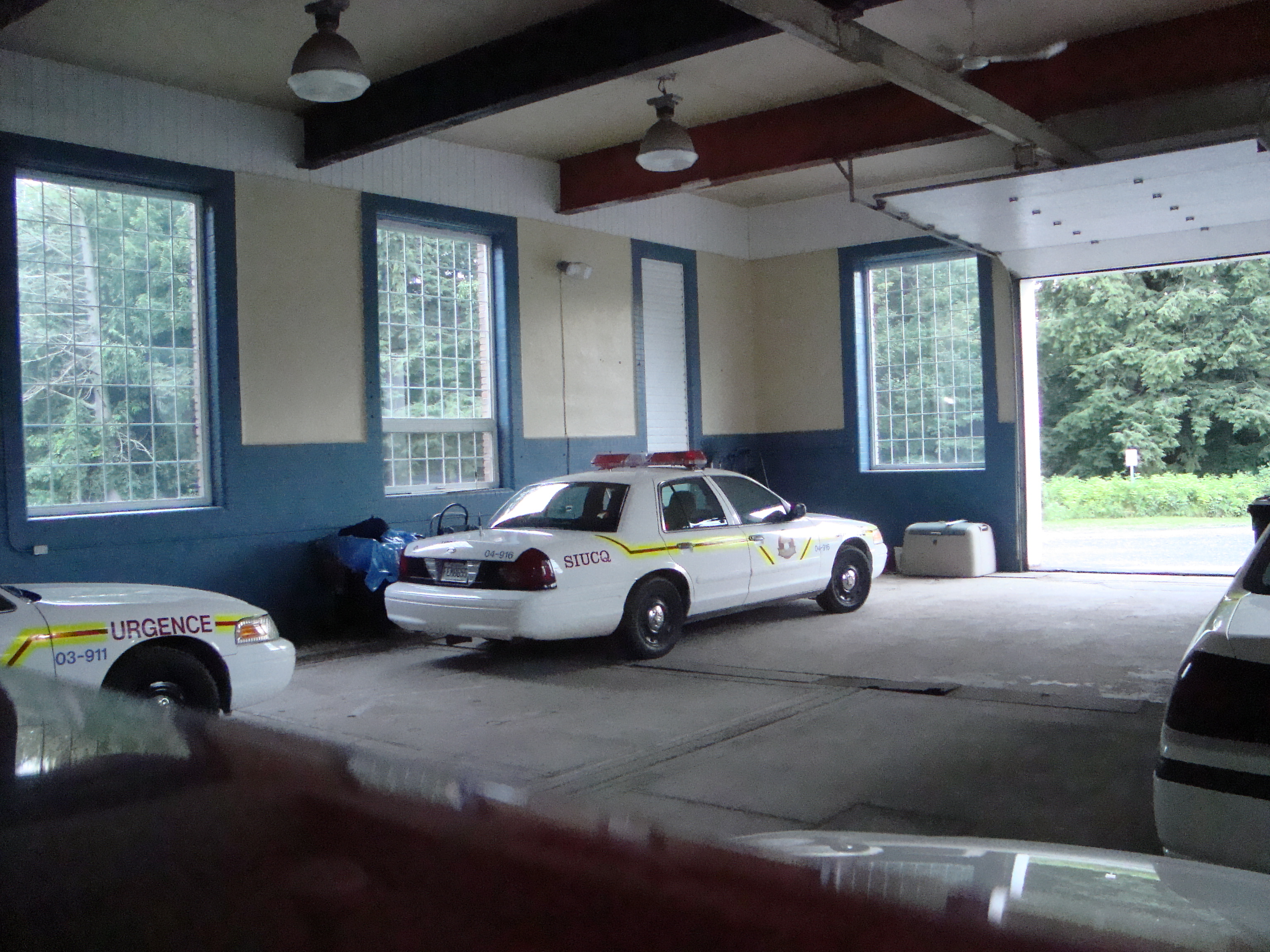
Garage repeint
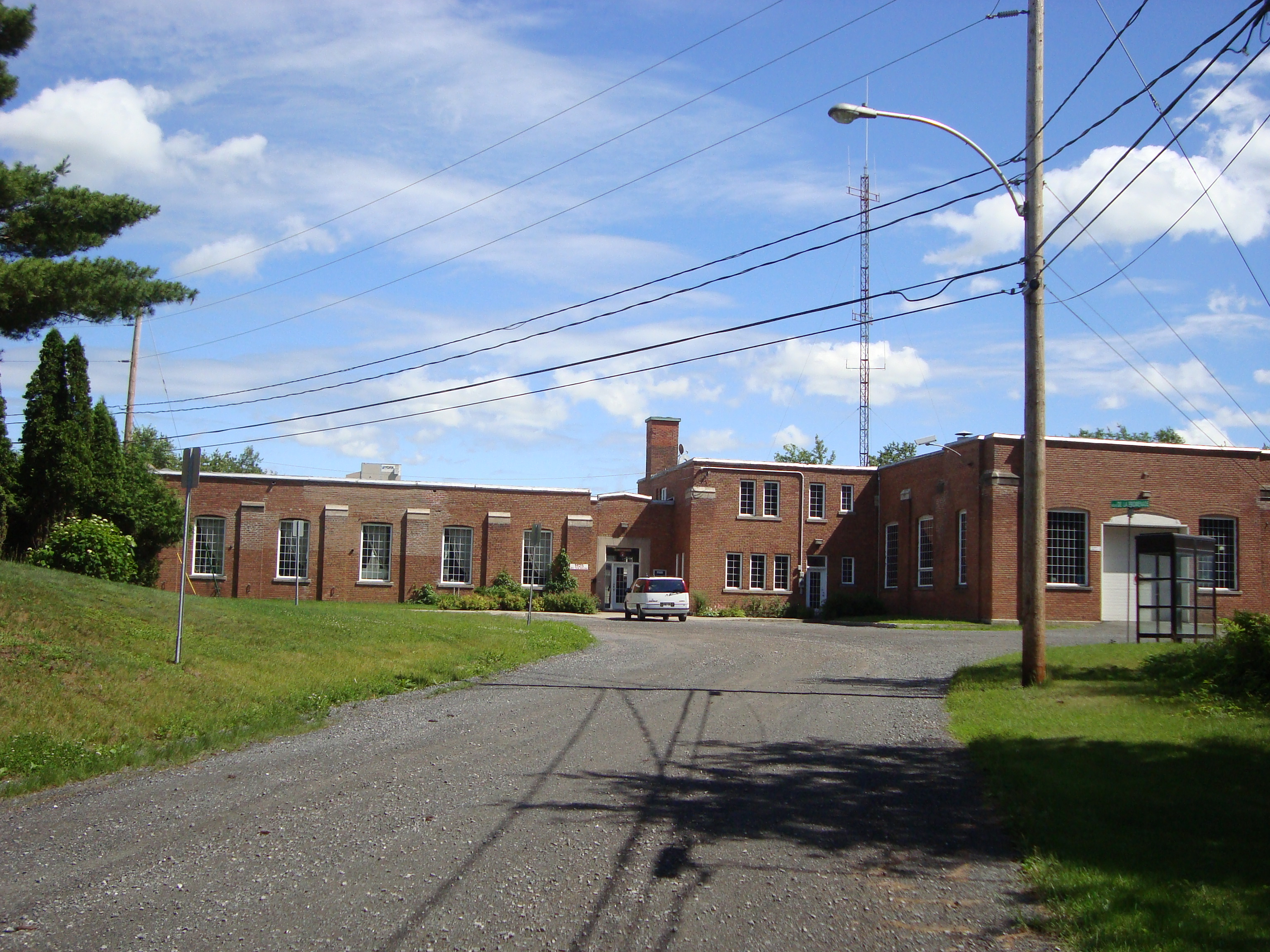
La bâtisse du SIUCQ